# Cyzenis browni
Cyzenis browni är en tvåvingeart som först beskrevs av Charles Howard Curran 1933.  Cyzenis browni ingår i släktet Cyzenis och familjen parasitflugor. Inga underarter finns listade i Catalogue of Life.